# Antonín Kulda (fotbalista)
Antonín Kulda (19. července 1904 – ?) byl český fotbalový brankář.

## Hráčská kariéra
V československé lize chytal za AFK Bohemians ve 28 utkáních. Do Bohemians přišel z Rapidu Vinohrady. V roce 1927 se s AFK Vršovice účastnil turné po Austrálii, kde byl tým uváděn jako Bohemians a po němž klub u tohoto názvu zůstal.

### Prvoligová bilance
| Ročník             | Zápasy | Góly | Minuty | Nuly | Klub          |
| ------------------ | ------ | ---- | ------ | ---- | ------------- |
| I. liga 1928/29    | 3      | 0    | 270    | –    | AFK Bohemians |
| I. liga 1929/30    | 12     | 0    | 1 080  | –    | AFK Bohemians |
| I. liga 1930/31    | 7      | 0    | 630    | –    | AFK Bohemians |
| I. liga 1931/32    | 3      | 0    | 270    | –    | AFK Bohemians |
| I. liga 1932/33    | 3      | 0    | –      | –    | AFK Bohemians |
| CELKEM I. ČS. LIGA | 28     | 0    | –      | –    |               |